# 神戸市立須磨北中学校
神戸市立須磨北中学校（こうべしりつ すまきたちゅうがっこう）は、兵庫県神戸市須磨区にある公立中学校。

## 沿革
- 1987年（昭和62年）4月1日 - 神戸市立須磨北中学校創立。

## 部活動

### 運動部
- 野球部
- ソフトテニス部
- 卓球部
- 女子バレーボール部

### 文化部
- 吹奏楽部
- 美術部

## 校区
- 神戸市立若草小学校
- 神戸市立白川小学校の校区の一部。

## 制服
- 男子　
  - 冬服は標準的な学生服上下である。
  - 夏服はカッターシャツ、スラックスである。
- 女子　
  - 冬服はブレザー、ニットベスト、カッターシャツ、吊りスカートである。
  - 夏服はカッターシャツ、吊りスカートである。

## 卒業生
- 土井康平（サッカー選手）- 元ヴィッセル神戸、現グルージャ盛岡
- 中山卓也 (陸上選手)

## 交通アクセス
- JR 新長田駅より 
  - 神戸市営バス5系統・若草町行き　約30分、終点「若草町」下車　北へ徒歩約10分
- 地下鉄・山陽 板宿駅より
  - 神戸市営バス5系統・若草町行き　約20分、終点 「若草町」下車　北へ徒歩約10分
- 地下鉄 名谷駅より
  - 神戸市営バス79系統・東白川台行き　約15分、「若草町」下車　北へ徒歩約10分
  - 神戸市営バス79系統・東白川台行き　終点「東白川台」下車　東へ徒歩約5分

## 通学区域が隣接している学校
- 神戸市立白川台中学校
- 神戸市立東落合中学校
- 神戸市立横尾中学校
- 神戸市立山田中学校
- 神戸市立鵯台中学校